# Nils Widforss
Nils Johan Widforsst (Estocolm, 3 de novembre de 1880 – Estocolm, 2 de maig de 1960) va ser un gimnasta suec que va competir a principis del segle xx.
El 1908 va prendre part en els Jocs Olímpics de Londres, on guanyà la medalla d'or en la prova del concurs complet per equips, com a membre de l'equip suec.